# Ејонеј
Ејонеј је у грчкој митологији било име више личности.

## Митологија
1. Према неким изворима, био је син морског бога Протеја и краљ Тракије.[1] Био је и Дијин отац и Иксионов таст.[2] Иксион му је обећао богат свадбени дар, али када га је позвао у свој дворац, на улазу је припремио провалију на чијем дну је био огањ. У њу је упао Ејонеј и погинуо.[3]
2. Магнетов син, који је био један од Хиподамијиних просилаца, а кога је убио њен отац Еномај.[4]